# Lua Ribeira
Lúa Ribeira (As Pontes,  A Coruña, 1986) es una fotógrafa española miembro de la Agencia Magnum. Fue ganadora del premio Jerwood / Photoworks en 2017. Su serie Noises trata sobre la feminidad y la cultura del dancehall británico.

## Trayectoria
Ribeira nació en Galicia, España, y vive en Reino Unido. En 2011, se graduó en diseño gráfico en la academia BAU Centro Universitario de Artes y Diseño de Barcelona de Barcelona y en 2016 en fotografía documental en la Universidad de Gales, en Newport. Ha vivido en Londres, Birmingham y Bristol. 
La serie de fotografías Noises fue uno de sus primeros trabajos. Trata sobre la feminidad y la cultura jamaicana del dancehall en el Reino Unido; se publicó en 2017 con el título Noises in the Blood, tal y como se conocía entonces. Otros trabajos suyos son Aristócratas (2016), sobre una residencia de monjas que acoge a mujeres discapacitadas; La jungla (2019), una iniciativa colectiva para fotografiar la frontera entre México y Estados Unidos, y Los Afortunados (2020), fruto de un año de trabajo en la frontera hispano-marroquí de Melilla y Beni-Ensar.
Ha expuesto sus obras en diversas ciudades de Europa, como Graz, Berlín, Zagreb o Bratislava. En 2018, participó en la 3.ª Bienal Internacional de Fotografía de Beijing. Algunos de sus trabajos han sido publicados en las revistas especializadas British Journal of Photography, Paper Journal, Refinery29, Another, Tate Magazine o Raw View. Ha trabajado también para clientes como la marca Chanel, la firma de bolsos Carla López, Birmingham Botanical Gardens o Wire Magazine.
Se unió a la Agencia Magnum como nominada en 2018, y dos años después se convirtió en socia de hecho, siendo la tercera fotógrafa española en conseguirlo, tras Cristina García Rodero, que se unió en 2009 y Cristina de Middel, en 2019.
Ha ejercido como profesora invitada en varias universidades, como la London College of Communication, la University of the West of England y la Universidad de Gales del Sur.

## Publicaciones

### Publicaciones de Ribeira
- Subida al cielo. Dalpine, 2023.[13] Edición de 700 ejemplares.
- Noises in the Blood. Londres: Fishbar, 2017. Edición de 500 ejemplares.

### Publicaciones con contribuciones de Ribeira
- Petardos: fotógrafas femeninas ahora. Londres: Thames & Hudson, Fiona Rogers y Max (2017). Houghton. ISBN 978-0500544747.

## Reconocimientos
- 2015: Beca de fotografía Firecracker.[14]
- 2017: Premio Magnum para fotógrafos graduados, Magnum Photos.[15]
- 2018: Ganadora, junto con Sam Laughlin y Alejandra Carles-Tolra, de los premios Jerwood / Photoworks.[16]

## Exposiciones

### Exposiciones individuales
- Noises in the Blood, Kickplate Gallery, Abertillery, Gales, 2016; Fotoraum Gallery, Art Cologne, Alemania, 2016; Fishbar Gallery, Londres, mayo de 2017;[6][17] Grain Photography Hub, Argentea Gallery, Birmingham, marzo-mayo de 2018;[18] Noises, Ffotogallery, Cardiff, Gales, enero-febrero de 2019.[19]

### Exposiciones colectivas
- Ganadores del premio Jerwood / Photoworks, Jerwood Space, Londres, enero-marzo de 2018;[4][20] Impressions Gallery, Bradford, abril-junio de 2018. Subida al Cielo, de Ribeira; Where We Belong, de Alejandra Carles-Tolra y A Certain Movement de Sam Laughlin.[16]